# Hans Åkerhjelm
Hans Gösta Åkerhjelm, född 4 mars 1958 i Malmö, är en svensk kompositör. 
Arbetade under artistnamnet Hans Mann 1984-85. 

## Filmmusik i urval
- 2003 - Svenstorp Blues (dokumentär, Stefan Berg)
- 2002 - En doft av choklad (dokumentär, Magnus Gertten)
- 2001 - Villospår (SVT-serie, regi Leif Magnusson)
- 2000 - Far till staden (dokumentär, Magnus Gertten)
- 2000 - Gå på vatten (dokumentär, Fredrik Gertten)
- 1999 - Vägen ut (Spelfilm, regi Daniel Lind-Lagerlöf)
- 1998 - Hela härligheten (Spelfilm, regi Leif Magnusson)
- 1998 – Kvinnan i det låsta rummet (TV-serie)

## Diskografi, utgivet i eget namn
- 2023 - Take this higher (singel)
- 2023 - I found you (singel)
- 2023 - Tell me what to do (remix) (singel)
- 2023 - Tomorrow (singel)
- 2022 - Blå vespa (singel)
- 2021 - Music for Red Words
- 2021 - Way Station
- 2021 - The Model (singel, original: Kraftwerk)
- 2021 - I am electric (singel)
- 2020 - Culvert
- 2020 - Trollslända (EP)
- 2019 - Greta Thunberg at Katowice, Spoken Word (singel)
- 2013 - Sound no sound
- 2012 - Lonely Planet
- 2012 - Hon är det vackraste jag vet (singel)

## Soundtrack
- 1998 - Kvinnan i det låsta rummet, filmmusiken (tillsammans med Conny Malmqvist)

## Diskografi, medverkar på
- 2021 - Det finns nåt vitare (Singel, Mikael Wiehe)
- 2005 - Det finns nåt vitare (kompositör, från Mikael Wiehe; Främmande land, CD)
- 1999 - Pojken och äventyret (med Mikael Wiehe på; Fjellis, till och från en blå man, samlingsplatta)
- 1997 - Robert Bro-berg & dalbana, tredje åket (Robert Broberg, samlingsplatta)
- 1985 - Märk hur vår skugga/Balladen om Briggen Bluebird av Hull (Imperiet, Thåström, singel, medverkar under artistnamnet Hans Mann)
- 1984 - Raket (Robert Broberg, medverkar under artistnamnet Hans Mann)
- 1984 - Beachparty/Det står skrivet i sanden (Robert Broberg, singel)
- 1983 - Lindansaren (Mikael Wiehe & Co)
- 1983 - I min Toyota/Tycker du (Mikael Wiehe & Co, singel)
- 1983 - Upp igen (Robert Broberg)